# Росс, Колин
Ко́лин Росс (нем. Colin Ross, иногда Roß; 4 июня 1885, Вена — 29 апреля 1945, Урфельд-ам-Вальхензе) — австрийский журналист, военный корреспондент и инженер. Один из наиболее популярных авторов произведений о путешествиях на немецком языке периода между двумя мировыми войнами. С 1933 года использовал свои поездки для пропаганды национал-социализма.

## Биография
Колин Росс изучал машиностроение и металлургию в высших технических школах Берлина и Мюнхена. Также изучал в Мюнхенском университете экономику, историю и геополитику у Карла Хаусхофера. В 1910 году защитил докторскую диссертацию в Гейдельбергском университете. Ещё студентом занимался журналистикой, которая и стала в конечном счёте его профессией. В 1911 году получил должность личного секретаря Оскара фон Миллера. В 1912 году впервые побывал в США как сотрудник Немецкого музея естественных наук и техники. В том же году был назначен военным корреспондентом мюнхенского иллюстрированного журнала Die Zeit im Bild и отправился на Балканы. В начале 1914 года освещал революционные события в Мексике. В Первую мировую был призван на фронт, с 1916 года являлся сотрудником военной ставки министерства иностранных дел, отвечавшей за вопросы пропаганды (Militerische Stelie des Auswertigen Amtes) и снабжение иностранной печати сведениями о ходе военных операций. Во время оккупации немцами Украины весной 1918 находился при передовых немецких  отрядах, с которыми и вступил в Киев. По просьбе начальника операционного отделения Восточного фронта (Ober-Ost) составил известный Доклад о положении дел на Украине в марте 1918 года.
В Ноябрьскую революцию Росс в 1918 году входил в состав Исполнительного совета Совета рабочих и солдатских депутатов Большого Берлина. В 1919 году Росс эмигрировал в Южную Америку, но в 1921 году вернулся в Германию.
Росс совершал длительные кругосветные поездки, которые описывал в своих книгах. Всегда путешествовал с семьёй, но его жена или дети Ральф и Рената почти не появлялись на страницах его произведений. Расист по мировоззрению, Колин Росс описывал народы Африки ущербными, грязными и опустившимися. По его мнению, в Африке для Европы представляли интерес только полезные ископаемые и природные ресурсы. Судьбу Африки должна была решать исключительно Европа. После длительного пребывания в Америки Колин Росс обосновался в Мюнхене. Был дружен с четой Бальдура и Генриетты фон Ширах и принимал участие в разработке идеологической платформы создававшегося в те годы гитлерюгенда. Имевший еврейские корни Росс критически высказывался по поводу антисемитизма в Третьем рейхе, но до конца жизни пользовался покровительством Хаусхофера и Ширахов. Покончил жизнь самоубийством вместе с женой. В письме в тюрьму Шпандау Генриетта фон Ширах напоминала мужу, что, осознав свою ответственность за неправильно сделанный шаг в жизни, Колин Росс сам вырыл в саду дома Ширахов в Урфельде себе могилу и застрелился в гостиной.